# Heinz Aulfes
Heinz Aulfes (* 20. Februar 1927 in Bramsche; † 14. Juni 2022) war ein deutscher Gymnasiallehrer und Politiker (SPD). Über 12 Jahre war er Mitglied der Bremischen Bürgerschaft.

## Biografie

### Ausbildung und Beruf
Aulfes war Flakhelfer und machte das Notabitur. Er kam zum Reichsarbeitsdienst und wurde Anfang 1945 Soldat in der Armee Wenck. Er geriet in britische Kriegsgefangenschaft, aus der er im Juli 1945 im Rahmen der Aktion Barleycorn nach Bramsche entlassen wurde. Er wohnte später u. a. in Bremen-Nord und nach seiner Berufszeit wieder in Bramsche.
Aulfes studierte Geschichte, Englisch, Erdkunde und Politik. Er war Lehrer am Burggymnasium Altena und am Gymnasium an der Willmsstraße Delmenhorst sowie Studiendirektor für Geschichte und Politik an der Wilhelm-Raabe-Schule (Bremerhaven). Er war aktives Mitglied der Gewerkschaft Erziehung und Wissenschaft (GEW). Er wirkte von 1998 bis 2013 mit Karin Bormann im Bramscher Literaturduo. Sein Buch über „die beste Jugend des tüchtigsten Volkes“ wurde in Altena von Franz Müntefering vorgestellt.

### Politik
Als Mitglied der SPD Bremen war Aulfes politischer Weggefährte von Henning Scherf und Christian Weber. Von 1979 bis 1991 saß er in der Bremischen Bürgerschaft. Er war in verschiedenen Deputationen (Bremen) und Ausschüssen der Bürgerschaft tätig, insbesondere als Sprecher der Deputation für Bildung.

## Werke
- mit Paul Goosmann: Deutsche Geschichte – Ballast für die politische Bildung? / Plädoyer für ein emanzipatorisches Geschichtsbewußtsein / Schulwirklichkeit und Erziehungswissenschaft. Schriftenreihe der Pädagogischen Hochschule der Freien Hansestadt Bremen Band 2, Bremen 1972, ISBN 3407690045.
- 125 Jahre SPD in Bramsche. Bramsche 1997.
- Ihr seid die beste Jugend des tüchtigsten Volkes – Kindheit und Jugend eines Bramscher Schülers im Dritten Reich. Mariposa Verlag, Bad Essen 2013. ISBN 978-3-9816170-1-6.